# 法安寺
法安寺是一处古建筑，位于山西省晋中市太谷区水秀乡北郭村，建于明、清、民国。
1956年7月，法安寺公布为太谷县文物保护单位。2016年6月6日，法安寺公布为第五批山西省文物保护单位。